# Kardynałowie z nominacji Piusa X
Kardynałowie z nominacji Piusa X. Na siedmiu konsystorzach papież Pius X nominował kardynałami 50 duchownych katolickich. Wśród nich znalazł się m.in. jego następca, Benedykt XV (Giacomo della Chiesa).

## Konsystorz z9 listopada1903
Kościoły tytularne zostały nadane 12 listopada 1903
1. Rafael Merry del Val y Zulueta, tytularny arcybiskup Nicei, prosekretarz stanu – kardynał prezbiter S. Prassede, zm. 26 lutego 1930
2. Giuseppe Callegari, biskup Padwy – kardynał prezbiter S. Maria in Cosmedin, zm. 14 kwietnia 1906

## Konsystorz z11 grudnia1905
1. József Samassa, arcybiskup Eger – kardynał prezbiter S. Marco (tytuł nadany 6 grudnia 1906), zm. 20 sierpnia 1912
2. Marcelo Spínola y Maestre, arcybiskup Sewilli – kardynał prezbiter bez tytułu, zm. 20 stycznia 1906
3. Joaquim Arcoverde de Albuquerque Cavalcanti, arcybiskup Rio de Janeiro – kardynał prezbiter Ss. Bonifacio ed Alessio (tytuł nadany 14 grudnia 1905), zm. 18 kwietnia 1930
4. Ottavio Cagiano de Azevedo, majordom papieski – kardynał diakon Ss. Cosma e Damiano (tytuł nadany 14 grudnia 1905), następnie kardynał prezbiter S. Lorenzo in Damaso (6 grudnia 1915), zm. 11 lipca 1927

## Konsystorz z15 kwietnia1907
1. Aristide Cavallari, patriarcha Wenecji – kardynał prezbiter S. Maria in Cosmedin (tytuł nadany 18 kwietnia 1907), zm. 24 listopada 1914
2. Gregorio María Aguirre García OFM, arcybiskup Burgos – kardynał prezbiter S. Giovanni a Porta Latina (tytuł nadany 19 grudnia 1907), zm. 10 października 1913
3. Aristide Rinaldini, tytularny arcybiskup Heraklei, nuncjusz w Hiszpanii – kardynał prezbiter S. Pancrazio (tytuł nadany 19 grudnia 1907), zm. 10 lutego 1920
4. Benedetto Lorenzelli, arcybiskup Lukki – kardynał prezbiter S. Croce in Gerusalemme (tytuł nadany 18 kwietnia 1907), zm. 15 września 1915
5. Pietro Maffi, arcybiskup Pizy – kardynał prezbiter S. Crisogono (tytuł nadany 18 kwietnia 1908), zm. 17 marca 1931
6. Alessandro Lualdi, arcybiskup Palermo – kardynał prezbiter Ss. Andrea e Gregorio al Monte Celio (tytuł nadany 18 kwietnia 1907), zm. 12 listopada 1927
7. Désiré-Joseph Mercier, arcybiskup Mechelen – kardynał prezbiter S. Pietro in Vincoli (tytuł nadany 18 kwietnia 1907), zm. 23 stycznia 1926

## Konsystorz z16 grudnia1907
Kościoły tytularne zostały nadane 19 grudnia 1907:
1. Pietro Gasparri, tytularny arcybiskup Cezarei Palestyńskiej, sekretarz Kongregacji Nadzwyczajnych Spraw Kościoła – kardynał prezbiter S. Bernardo alle Terme, następnie kardynał prezbiter S. Lorenzo in Lucina (22 stycznia 1915), zm. 18 listopada 1934
2. Louis-Henri Luçon, arcybiskup Reims – kardynał prezbiter S. Maria Nuova, zm. 28 maja 1930
3. Paulin-Pierre Andrieu, arcybiskup Marsylii – kardynał prezbiter S. Onofrio, zm. 15 lutego 1935
4. Gaetano de Lai, sekretarz Kongregacji Soboru Trydenckiego – kardynał diakon S. Nicola in Carcere, następnie kardynał biskup Sabiny (27 listopada 1911), zm. 24 października 1928

## Konsystorz z27 listopada1911

### Nominacje jawne
1. José María Cos y Macho, arcybiskup Valladolid – kardynał prezbiter S. Maria del Popolo (tytuł nadany 2 grudnia 1912), zm. 17 grudnia 1919
2. Diomede Falconio OFM, tytularny arcybiskup Larissy, delegat apostolski w USA – kardynał prezbiter S. Maria in Aracoeli (tytuł nadany 30 listopada 1911), następnie kardynał biskup Velletri (25 maja 1914), zm. 8 lutego 1917
3. Antonio Vico, tytularny arcybiskup Filippi, nuncjusz w Hiszpanii – kardynał prezbiter S. Callisto (tytuł nadany 2 grudnia 1912), następnie kardynał biskup Porto e S. Rufina (6 grudnia 1915), zm. 25 lutego 1929
4. Gennaro Granito Pignatelli di Belmonte, tytularny arcybiskup Edessy – kardynał prezbiter S. Maria degli Angeli (tytuł nadany 30 listopada 1911), następnie kardynał biskup Albano (6 grudnia 1915), kardynał biskup Ostii i Albano (9 lipca 1930), zm. 16 lutego 1948 jako ostatni kardynał z nominacji Piusa X
5. John Murphy Farley, arcybiskup Nowego Jorku – kardynał prezbiter S. Maria sopra Minerva (tytuł nadany 30 listopada 1911), zm. 17 września 1918
6. Francis Bourne, arcybiskup Westminster – kardynał prezbiter S. Pudenziana (tytuł nadany 30 listopada 1911), zm. 1 stycznia 1935
7. František Saleský Bauer, arcybiskup Ołomuńca – kardynał prezbiter S. Girolamo degli Schiavoni (tytuł nadany 2 grudnia 1912), zm. 25 listopada 1915
8. Léon-Adolphe Amette, arcybiskup Paryża – kardynał prezbiter S. Sabina (tytuł nadany 30 listopada 1911), zm. 29 sierpnia 1920
9. William O’Connell, arcybiskup Bostonu – kardynał prezbiter S. Clemente (tytuł nadany 30 listopada 1911), zm. 22 kwietnia 1944
10. Enrique Almaraz Santos, arcybiskup Sewilli – kardynał prezbiter S. Pietro in Montorio (tytuł nadany 2 grudnia 1912), zm. 22 stycznia 1922
11. François-Virgil Dubillard, arcybiskup Chambéry – kardynał prezbiter S. Susanna (tytuł nadany 30 listopada 1911), zm. 1 grudnia 1914
12. Franz Xavier Nagl, arcybiskup Wiednia – kardynał prezbiter S. Marco (tytuł nadany 2 grudnia 1912), zm. 4 lutego 1913
13. François-Marie-Anatole de Rovérié de Cabrières, biskup Montpellier – kardynał prezbiter S. Maria della Vittoria (tytuł nadany 30 listopada 1911), zm. 21 grudnia 1921
14. Gaetano Bisleti, prefekt Domu Papieskiego – kardynał diakon S. Agata in Suburra (tytuł nadany 30 listopada 1911), następnie kardynał prezbiter S. Agata in Suburra (17 grudnia 1928), zm. 30 sierpnia 1937
15. Giovanni Battista Lugari, asesor Świętego Oficjum – kardynał diakon S. Maria in Portico (tytuł nadany 30 listopada 1911), zm. 31 lipca 1914
16. Basilio Pompilj, sekretarz Kongregacji Soboru Trydenckiego – kardynał diakon S. Maria in Domnica (tytuł nadany 30 listopada 1911), następnie kardynał prezbiter S. Maria in Aracoeli (25 maja 1914), kardynał biskup Velletri (22 marca 1917), zm. 5 maja 1931
17. Louis Billot SJ, konsultor Świętego Oficjum – kardynał diakon S. Maria in Via Lata (tytuł nadany 30 listopada 1911), zrezygnował z godności kardynalskiej 21 września 1927, zm. 18 grudnia 1931
18. Willem Marinus van Rossum CSsR, konsultor Świętego Oficjum – kardynał diakon S. Cesareo in Palatio (tytuł nadany 30 listopada 1911),następnie kardynał prezbiter S. Croce in Gerusalemme (6 grudnia 1915), zm. 30 sierpnia 1932

### Nominacjain pectore, publikacja 25 maja 1914
1. António Mendes Bello, patriarcha Lizbony – kardynał prezbiter Ss. Marcellino e Pietro (tytuł nadany 8 września 1914)

## Konsystorz z2 grudnia1912
1. Károly Hornig, biskup Veszprém – kardynał prezbiter S. Agnese fuori le mura (tytuł nadany 28 maja 1914), zm. 9 lutego 1917

## Konsystorz z25 maja1914
1. Victoriano Guisasola y Menéndez, arcybiskup Toledo – kardynał prezbiter Ss. IV Coronati (tytuł nadany 8 września 1914), zm. 2 września 1920
2. Louis-Nazaire Bégin, arcybiskup Quebecu – kardynał prezbiter Ss. Vitale, Gervasio e Protasio (tytuł nadany 28 maja 1914), zm. 19 lipca 1925
3. Domenico Serafini OSBCas, tytularny arcybiskup Seleucji, asesor Świętego Oficjum – kardynał prezbiter S. Cecilia (tytuł nadany 28 maja 1914), zm. 5 marca 1918
4. Giacomo della Chiesa, arcybiskup Bolonii – kardynał prezbiter Ss. IV Coronati (tytuł nadany 28 maja 1914), od 3 września 1914 Benedykt XV, zm. 22 stycznia 1922
5. János Csernoch, arcybiskup Ostrzyhomia – kardynał prezbiter S. Eusebio (tytuł nadany 8 września 1914), zm. 25 lipca 1927
6. Franz von Bettinger, arcybiskup Monachium-Fryzyngi – kardynał prezbiter S. Marcello (tytuł nadany 28 maja 1914), zm. 12 kwietnia 1917
7. Hector-Irénée Sévin, arcybiskup Lyonu – kardynał prezbiter SS. Trinita al Monte Pincio (tytuł nadany 28 maja 1914), zm. 4 maja 1916
8. Felix von Hartmann, arcybiskup Kolonii – kardynał prezbiter S. Giovanni a Porta Latina (tytuł nadany 28 maja 1914), zm. 11 listopada 1919
9. Friedrich-Gustav Piffl CanReg, arcybiskup Wiednia – kardynał prezbiter S. Marco (tytuł nadany 8 września 1914), zm. 21 kwietnia 1932
10. Scipione Tecchi, asesor Kongregacji Konsystorialnej, sekretarz Kolegium Kardynałów – kardynał diakon S. Maria in Domnica (tytuł nadany 28 maja 1914), zm. 7 lutego 1915
11. Filippo Giustini, sekretarz Kongregacji ds. Dyscypliny Sakramentów – kardynał diakon S. Angelo in Pescheria (tytuł nadany 28 maja 1914), zm. 17 marca 1920
12. Michele Lega, dziekan Roty Rzymskiej – kardynał diakon S. Eustachio (tytuł nadany 28 maja 1914), następnie kardynał prezbiter S. Eustachio (18 grudnia 1924), kardynał biskup Frascati (21 czerwca 1926), zm. 16 grudnia 1935
13. Francis Aidan Gasquet OSB, przewodniczący Angielskiej Konfederacji Benedyktynów – kardynał diakon S. Giorgio in Velabro (tytuł nadany 28 maja 1914), następnie kardynał diakon S. Maria in Portico (6 grudnia 1915), kardynał prezbiter S. Maria in Portico (18 grudnia 1924), zm. 5 kwietnia 1929